# Birgitte Sloth
Birgitte Sloth (født 1963) er ph.d. og professor i økonomi ved Institut for Virksomhedsledelse og Økonomi ved Syddansk Universitet. Hun forsker primært i spilteori og mikroøkonomi, ofte med fokus på konkurrencepolitik og regulering indenfor miljø, transport og energi.
Hun blev cand.polit. i 1989 fra Københavns Universitet og opnåede i 1992 sin ph.d.-grad fra samme sted.
I perioden 2000-2007 var hun medlem af Forskningsrådet for Samfund og Erhverv, under Det Frie Forskningsråd, heraf de to sidste år som formand. Hun var medlem af Produktivitetskommissionen, der sad i 2012-14 og har været medlem af Det Økonomiske Råd fra 2007 til 2013. Hun sidder i bestyrelsen i tænketanken Fonden Kraka.
Hun har tidligere været prodekan for uddannelse ved Københavns Universitet.